# The Boatman’s Call
The Boatman’s Call – dziesiąty album studyjny wydany przez zespół Nick Cave and the Bad Seeds. Został wydany w 1997 i wciąż pozostaje jednym z najlepiej ocenianych albumów stworzonych przez Nicka Cave'a.
Nastrój albumu jest nacechowany minimalizmem oraz mrocznością muzyki. Ten album zawiera, o wiele więcej skromnych piosenek wykonywanych przez Cave'a z towarzyszeniem tylko pianina lub kilku innych instrumentów. Jest to odejście od aranżacji zespołowych zawartych na poprzednich albumach. Wiele z tekstów odnosi się do osobistych przeżyć Cave'a, a w szczególności do byłych związków uczuciowych oraz tęsknot duchowych. Niektóre z nich wydają się być jasno skierowane do matki Luka – syna Cave'a, Viviane Carneiro („Where Do We Go Now But Nowhere?”) a inne do PJ Harvey, z którą Cave miał romans („West Country Girl”, „Black Hair” oraz „Green Eyes”).

## Utwory
1. „Into My Arms”  – 4:15
  - Nick Cave – śpiew, pianino
  - Martyn P. Casey – gitara basowa
2. „Lime Tree Arbour”  – 2:56
  - Nick Cave – śpiew, pianino, organy Hammonda
  - Mick Harvey – gitara basowa
  - Thomas Wydler – perkusja
3. „People Ain't No Good”  – 5:42
  - Nick Cave – śpiew, pianino, wibrafon
  - Mick Harvey – wibrafon
  - Martyn P. Casey – gitara basowa
  - Thomas Wydler – perkusja
  - Warren Ellis – skrzypce
4. „Brompton Oratory”  – 4:06
  - Nick Cave – śpiew, syntezator
  - Blixa Bargeld – gitara
  - Martyn P. Casey – gitara basowa
  - Thomas Wydler – marakasy
5. „There Is a Kingdom”  – 4:52
  - Nick Cave – śpiew, organy Hammonda
  - Blixa Bargeld – gitara
  - Mick Harvey – gitara akustyczna
  - Conway Savage – pianino, śpiew
  - Martyn P. Casey – gitara basowa
  - Thomas Wydler – perkusja
  - Jim Sclavunos – dzwonki
6. (Are You) The One That I've Been Waiting For?  – 4:05
  - Nick Cave – śpiew
  - Mick Harvey – gitara, organy Hammonda
  - Conway Savage – pianino
  - Martyn P. Casey – gitara basowa
  - Jim Sclavunos – perkusja
7. Where Do We Go Now but Nowhere?  – 5:46
  - Nick Cave – śpiew
  - Blixa Bargeld – gitara
  - Mick Harvey – gitara akustyczna
  - Conway Savage – pianino
  - Martyn P. Casey – gitara basowa
  - Thomas Wydler – perkusja
  - Warren Ellis – skrzypce
8. West Country Girl  – 2:45
  - Nick Cave – śpiew, pianino
  - Blixa Bargeld – pianino
  - Mick Harvey – gitara akustyczna
  - Martyn P. Casey – gitara basowa
  - Thomas Wydler – perkusja
  - Warren Ellis – skrzypce
9. Black Hair  – 4:14
  - Nick Cave – śpiew
  - Mick Harvey – organy basowe
  - Warren Ellis – akordeon
10. Idiot Prayer  – 4:21
  - Nick Cave – śpiew, organy Hammonda
  - Blixa Bargeld – gitara
  - Mick Harvey – gitara
  - Conway Savage – pianino
  - Martyn P. Casey – gitara basowa
  - Thomas Wydler – perkusja
  - Warren Ellis – skrzypce
11. Far From Me  – 5:33
  - Nick Cave – śpiew, pianino, organy Hammonda
  - Blixa Bargeld – gitara
  - Martyn P. Casey – gitara basowa
  - Thomas Wydler – perkusja
  - Warren Ellis – skrzypce
12. Green Eyes  – 3:32
  - Nick Cave – śpiew, pianino
  - Mick Harvey – gitara akustyczna
  - Jim Sclavunos – melodyka

## Skład zespołu
- Nick Cave – śpiew, pianino, organy Hammonda, syntezator, wibrafon
- Mick Harvey – gitara akustyczna, gitara, gitara basowa, organy Hammonda, organy basowe, wibrafon
- Blixa Bargeld – gitara, pianino
- Warren Ellis – skrzypce, akordeon
- Jim Sclavunos – melodyka, perkusja, dzwonki
- Conway Savage – pianino, śpiew
- Martyn P. Casey – gitara basowa
- Thomas Wydler – perkusja, marakasy